# ЯРМ (міна)
ЯРМ (укр. Якірна Річкова Міна) — радянська фугасна міна, призначена для застосування проти десантно-висаджувальних засобів противника шляхом установки в акваторії річок, озер і водосховищ.
Пристрій міни ЯРМ містить у собі корпус, детонатор із хрестовиною і якірний механізм для встановлення міни на задане заглиблення. Після скидання міни у воду цукровий запобіжник детонатора розчиняється і відбувається зведення міни в бойове положення. Спрацьовування міни відбувається під час контакту ворожого плавзасобу з хрестовиною головки детонатора.
Міни ЯРМ забороняється знешкоджувати; їхню ліквідацію пропонується проводити або через підрив заряду ВР, або траленням із дотриманням усіх запобіжних заходів.